# Vernon Kell

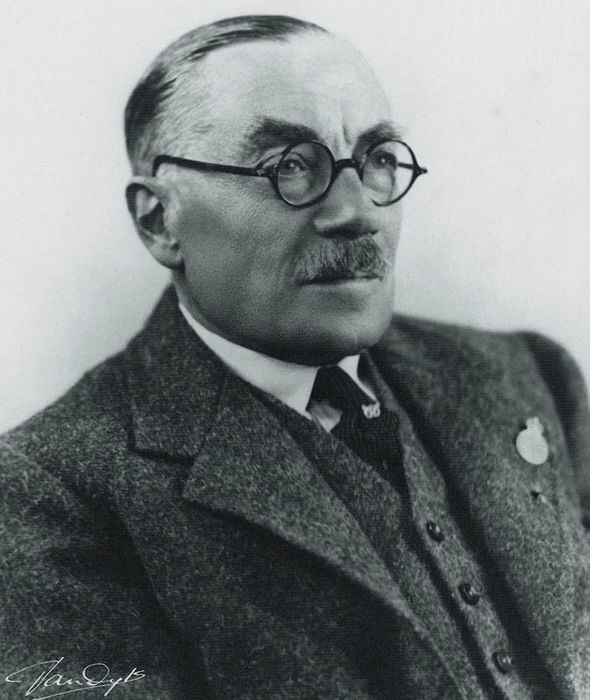
Vernon Kell

Sir Vernon George Waldegrave Kell (* 21. November 1873 in Great Yarmouth; † 27. März 1942 in London) war ein englischer Offizier und der Gründer sowie von 1909 bis 1940 der erste Generaldirektor des britischen Geheimdienstes MI5.

## Abstammung
Kells Vater Waldegrave Kell diente als Major im 38. Infanterieregiment. Seine Mutter war Georgiana Augusta Kell, geborene Konarska. Sie war die Tochter des polnischen Emigranten Aleksander Konarski, der als Feldchirurg im 1. Podhalian Rifle Regiment gedient und am polnischen Novemberaufstand teilgenommen hatte. Er war Träger der Victory-Medal 4. Klasse in Gold. Konarskis Frau war geborene Britin.

## Karriere
Nach einem Abschluss an der Royal Military Academy Sandhurst nahm Kell im South Staffordshire Regiment im Jahr 1900 an der Niederschlagung des Boxeraufstandes teil. Kell beherrschte die Sprachen Deutsch, Italienisch, Französisch und Polnisch. Während längerer Dienst- und Studienaufenthalte in China und Russland erlernte er auch Chinesisch und Russisch. In Tianjin arbeitete er nebenbei als Auslandskorrespondent des Daily Telegraph. 1902 kehrte Kell aus China nach London zurück. Von 1902 bis 1906 arbeitete er für das Kriegsministerium an einer Analyse des deutschen Geheimdienstes. Möglicherweise wurde er in dieser Zeit zum Hauptmann befördert. Die zunehmende Sorge vor deutscher Spionage führte 1909 zur Gründung des ersten professionellen britischen Geheimdienstes. Kell wurde vom Kriegsministerium und von der Admiralität gemeinsam mit Mansfield Smith-Cumming mit dem Aufbau dieses Geheimdienstes beauftragt. Die beiden entschieden, ihre Verantwortlichkeiten zu teilen. Ab 1910 leitete Kell die Abteilung für innere, Smith-Cumming die Abteilung für ausländische Angelegenheiten. Diese zwei Abteilungen erhielten später die Namen Security Service und Secret Intelligence Service (besser bekannt unter ihren Abkürzungen MI5 und MI6). Während des Ersten Weltkriegs leitete Kell die Sektion MI5(g), die sich mit indischen Unabhängigkeitsbestrebungen in Europa und indisch-deutscher Konspiration befassten. Kell unterstanden unter anderen die Offiziere Robert Nathan und H. L. Stephenson. Kell arbeitete auch mit Scotland Yard zusammen, der zu diesem Zeitpunkt von Basil Thomson geleitet wurde. Kell gelang es während des Krieges, deutsche Unterstützernetzwerke der indischen Unabhängigkeitsbewegung aufzuspüren. Im Mai 1940 wurde Kell von Winston Churchill nach dreißigjährigem Dienst in den Ruhestand versetzt. Er war der am längsten amtierende britische Geheimdienstchef im zwanzigsten Jahrhundert. Kurz vor seinem Tod wurde er in den Ritterstand erhoben.

## Auszeichnungen
Kell erhielt folgende Auszeichnungen:
- Offizier des Leopoldsordens (Belgien)[8]
- Offizier der Ehrenlegion (Frankreich)[9]
- Knight Commander of the Order of the British Empire[10]
- Companion of the Order of the Bath
- Lazarus-Orden[11]
- The Campaign medal for China and the 1914 War Medal[12]

## Rezeption
Kell diente als Vorbild für den Hauptcharakter in Bert Couless Radiohörspielfassung nach  Sir Arthur Conan Doyles Erzählung „His Last Bow“. Darin wird er als hochintelligenter und polyglotter Offizier dargestellt, der großen Respekt vor Sherlock Holmes empfindet und alle seine Werke gelesen hat. Kell überzeugt Holmes, die britischen Kriegsbemühungen zu unterstützen, indem er den Leiter einer deutschen Spionageorganisation aufspürt.